# Бюргьер, Андре
Андре Бюргьер (фр.  Andre Burguiere) — французский историк.

## Биография
Родился в 1938 году в Париже.
Андре Бюргьер является представителем четвертого поколения французской исторической Школы «Анналы». Основные труды по истории семьи, внес существенный вклад в развитие истории ментальности и исторической антропологии. В 1969—1976 годах учёный секретарь Журнала «Анналы».
Работал в качестве приглашенного профессора в университетах США: Мичиганский университет, Нью-Йоркский университет, Калифорнийский университет в Беркли, Калифорнийский университет в Ирвайне, Виргинский университет.
В начале 1970-х годов продюсировал научно-популярные программы по истории на радио и телевидении, а также публиковал во французском еженедельном журнале «Новый обозреватель» серию статей по актуальным проблемам общественной жизни Франции.

## Книги
- Британцы. Париж. 1975.
- Перспективы Франции. Люди в своей истории. Париж. 1982.
- Словарь исторических наук. Париж. 1986.
- История семьи (в соавторстве). Париж. 1986.
- Марк Блок сегодня: сравнительная история и социальные науки (в соавторстве). Париж. 1990.
- Пейзажи и крестьяне. Париж. 1991.
- История Франции (в соавторстве). В 5 тт. Париж. 1989—1993.
- Антропологическая история ислама Средиземноморского региона. Париж. 2002.
- Семья на Западе в XVI—XVIII вв. Брюссель. 2005.
- Школа «Анналов». Интеллектуальная история. Париж. 2006.
- Брак и любовь во Франции от эпохи Возрождения до Великой Французской революции. Париж. 2011.